# NGC 7280
NGC 7280 (również PGC 68870 lub UGC 12035) – galaktyka soczewkowata znajdująca się w gwiazdozbiorze Pegaza. Odkrył ją William Herschel 15 października 1784 roku.